# Julio Rodolfo Salto
Julio Rodolfo Salto (Cipolletti, 13 de mayo de 1953-Buenos Aires, 17 de diciembre de 2006) fue un político argentino, de trayectoria destacada en la provincia de Río Negro, que ejerció como intendente de la ciudad de Cipolletti entre 1987 y 1991. Su padre fue Julio Dante Salto, que ejerció la intendencia cipoleña entre 1963 y 1966 y después permaneció como comisionado de facto durante la Revolución Argentina, protagonizando el Cipolletazo de 1969.
Perteneció a la Unión Cívica Radical Intransigente (UCRI) y a su partido sucesor, el Partido Intransigente (PI), antes de fundar una formación provincial de centroizquierda, el Movimiento Patagónico Popular (MPP). Por dicha fuerza fue candidato a gobernador de Río Negro en las elecciones provinciales de 1991, obteniendo el tercer lugar. Fue Delegado de la Provincia a finales de la década de 1990 y Subsecretario de Relaciones Interprovinciales y Secretario de Familia en la gobernación de Miguel Saiz entre 2003 y 2006. Falleció en diciembre de ese mismo año a la temprana edad de 53 años, víctima de un choque séptico generalizado cuyas causas no fueron determinadas del todo.

## Biografía
Salto nació en Cipolletti, al norte de la provincia de Río Negro, el 13 de mayo de 1953, sexto hijo de Julio Dante Salto y Margarita Segovia. Se inició en la política de muy joven, adhiriendo igual que su padre a la Unión Cívica Radical Intransigente, conducida entonces a nivel nacional por Oscar Alende, a partir de 1969 cuando su padre, comisionado de facto de Cipolletti luego de haber sido intendente electo, fue depuesto por el régimen militar, desencandenando la pueblada insurrecional conocida como Cipolletazo. Salto, de entonces dieciséis años, condujo la movilización de los estudiantes del colegio Manuel Belgrando, donde cursaba sus estudios secundarios. Poco después del fallecimiento de su padre ayudó a conformar el Partido Intransigente en la provincia, presentándose como tercer candidato a concejal cipoleño por la formación en 1973.
Durante la dictadura militar, autodenominada Proceso de Reorganización Nacional, durante la cual se cometieron  violaciones masivas a los derechos humanos y se proscribió la actividad política, Salto se dedicó mayormente al ámbito social, principalmente en clubes deportivos de la provincia, como el Club San Martín, del cual llegaría a ser presidente a finales de la década de 1980. Con la restauración de la democracia, Salto volvió a ayudar en la reorganización del Partido Intransigente y esta vez resultó elegido concejal de Cipolletti, ejerciendo el cargo entre 1983 y 1985, y volviendo a ser reelecto por otro período hasta 1987. Durante su gestión defendió la construcción del Puente sobre la Isla Jordán, un proyecto que se había propuesto durante la intendencia de su padre y que no se concretaría sino hasta la gobernación de Miguel Saiz.
En 1987 el PI configuró un frente con el Partido Justicialista y el Partido Demócrata Cristiano para apoyar la candidatura de Remo Costanzo a la gobernación. Mediante esta alianza, denominada Frente para la Victoria, Salto resultó elegido intendente de Cipolletti por escaso margen, asumiendo su cargo el 10 de diciembre del mismo año y convirtiéndose en el primer intendente de la ciudad (figura hasta entonces inexistente), tras la aprobación de su Carta Orgánica. En 1991 decidió no presentarse a la reelección y en su lugar acordó un pacto entre el PI y el Movimiento Patriótico de Liberación, creando un frente llamado Movimiento Popular, por el que fue candidato a gobernador provincial acompañado por Graciela Campano como compañera de fórmula. La coalición de centroizquierda se ubicó en el tercer puesto detrás del gobernador radical Horacio Massaccesi y el postulante justicialista Víctor Sodero Nievas, consiguiendo un 14,31% de los votos y desplazando al cuarto puesto al Partido Provincial Rionegrino (PPR), que presentaba al exministro nacional Julio Rajneri. Los votos fueron suficientes para que Salto ingresara a la legislatura provincial como diputado, con mandato hasta 1995.
En 1992 se separó del Partido Intransigente junto con otro grupo de dirigentes y fundó el Movimiento Patagónico Popular, formación progresista de carácter provincial, integrando nuevamente una alianza electoral para apoyar al justicialismo en los comicios de 1995 y 1999, nuevamente Costanzo, siendo en la primera instancia candidato a vicegobernador. Posteriormente presentó la fórmula Eduardo Rosso-Ricardo Sarandría dentro de la alianza "Movimiento de Acción Rionegrina" (Alianza MARA) en 2003, ubicándose en el tercer puesto. En 2001 fue elegido convencional constituyente al reformarse la Carta Orgánica de Cipolletti y nuevamente concejal hasta el año 2003, cuando contendió por la intendencia de Cipolletti por última vez, resultando derrotado por Alberto Weretilneck. Salto presidiría el MPP hasta su muerte.
Durante los años 1998 y 1999 fue convocado por la Secretaría de Desarrollo Social, para ejercer el cargo de Delegado Provincial para Río Negro. En diciembre de 2003, al término de su último mandato como concejal, fue convocado por el gobierno provincial dirigido por el radical Miguel Saiz para ejercer como Subsecretario de Relaciones Interprovinciales, pasando en 2005 a estar a cargo de la Secretaría de Familia en el ministerio que encabezaba Alfredo Pega.
En 16 de diciembre fue derivado al Hospital Italiano de Buenos Aires con una infección generalizada, cuyas causas no fueron determinadas, sufriendo un choque séptico que le provocó la muerte en la madrugada del 17 de diciembre, a la edad de 53 años.